# Voxan Scrambler
 (mars 2024).
Si vous disposez d'ouvrages ou d'articles de référence ou si vous connaissez des sites web de qualité traitant du thème abordé ici, merci de compléter l'article en donnant les références utiles à sa vérifiabilité et en les liant à la section « Notes et références ».
Le Scrambler est un modèle de moto commercialisé par la firme française Voxan au début des années 2000.

## Histoire
Le premier prototype préfigurant le Scrambler est présenté sur le stand Voxan au Mondial du deux roues de Paris en 1997. Mais il faut attendre 2001 pour le voir sur les routes.
Les deux échappements relevés sur le côté droit et sa ligne dépouillée rappellent les scramblers des années 1960 de Triumph ou Norton.
Une version appelée Scrambler Voyager voit le jour en 2005 et propose de série les pièces présentes dans le catalogue d'accessoires : un petit carénage tête de fourche, une sacoche de réservoir et un top case.
Fin 2003, l'usine propose une version plus poussée : le Street Scrambler. Si l'esthétique reste presque la même, les principales modifications ont lieu au niveau du moteur. Grâce à l'adoption de nouveaux arbres à cames, d'une injection de 54 mm de diamètre, d'une nouvelle boîte à air, la puissance atteint 100 ch. Pour une meilleure tenue de route, les suspensions et les jantes sont issues du Cafe Racer ; il en est de même des disques de freins avant de 320 mm de diamètre à étriers 4 pistons. Il est vendu 1 000 € de plus que le Scrambler standard.
Fin 2006, le Scrambler standard est retiré du catalogue et le Street Scrambler est renommé simplement Street.